# Teluk Lubuk
Teluk Lubuk is een bestuurslaag in het regentschap Muara Enim van de provincie Zuid-Sumatra, Indonesië. Teluk Lubuk telt 5012 inwoners (volkstelling 2010).